# Adam Matthews
Adam James Matthews (Swansea, Gales, 13 de enero de 1992) es un futbolista galés que juega de defensa en el Shamrock Rovers F. C. de la Premier Division de la Liga de Irlanda.

## Selección nacional
Ha sido internacional con la selección de Gales en 14 ocasiones.

## Clubes
| Club                        | País       | Año       |
| --------------------------- | ---------- | --------- |
| Cardiff City F. C.          | Gales      | 2009-2011 |
| Celtic F. C.                | Escocia    | 2011-2015 |
| Sunderland A. F. C.         | Inglaterra | 2015-2019 |
| Bristol City F. C. (cedido) | Inglaterra | 2016-2017 |
| Charlton Athletic F. C.     | Inglaterra | 2019-2022 |
| A. C. Omonia Nicosia        | Chipre     | 2022-2024 |
| Shamrock Rovers F. C.       | Irlanda    | 2025-     |

## Palmarés

### Títulos nacionales
| Título                     | Club                 | País    | Año  |
| -------------------------- | -------------------- | ------- | ---- |
| Premier League de Escocia  | Celtic F. C.         | Escocia | 2012 |
| Premier League de Escocia  | Celtic F. C.         | Escocia | 2013 |
| Copa de Escocia            | Celtic F. C.         | Escocia | 2013 |
| Scottish Premiership       | Celtic F. C.         | Escocia | 2014 |
| Copa de la Liga de Escocia | Celtic F. C.         | Escocia | 2015 |
| Scottish Premiership       | Celtic F. C.         | Escocia | 2015 |
| Copa de Chipre             | A. C. Omonia Nicosia | Chipre  | 2023 |